# Fissidens cylindrothecus
Fissidens cylindrothecus är en bladmossart som beskrevs av Ronald Arling Pursell och Aguirre 1991. Fissidens cylindrothecus ingår i släktet fickmossor, och familjen Fissidentaceae. Inga underarter finns listade i Catalogue of Life.